# Спинацо (Салерно)
Спинацо је насеље у Италији у округу Салерно, региону Кампанија.
Према процени из 2011. у насељу је живело 74 становника. Насеље се налази на надморској висини од 17 м.